# Patagoneta
Patagoneta is een geslacht van spinnen uit de familie hangmatspinnen (Linyphiidae).

## Soorten
De volgende soorten zijn bij het geslacht ingedeeld:
- Patagoneta antarctica (Tullgren, 1901)